# Macropsis californiensis
Macropsis californiensis är en insektsart som beskrevs av Hamilton 1983. Macropsis californiensis ingår i släktet Macropsis och familjen dvärgstritar. Inga underarter finns listade i Catalogue of Life.